# H.H. Licht
Hans Henrik Licht (født 4. juni 1814 i Vordingborg, død 17. marts 1886 i Horne) var en dansk sognepræst og politiker.
Licht blev født i 1814 i Vordingborg som søn af maskinbygger Christian Frederik Rask Licht og Anne Kirst. Kjær. Han blev student fra Vordingborg Latinskole i 1833 og teologisk kandidat i 1841. Han blev personel kapellan i Vestervig og Agger Sogne i 1843, kateket i Hobro Sogn i 1847 og sognepræst i Hundborg og Jannerup Sogne vest for Thisted i 1856. Han var sognepræst i Buderup, Gravlev og Aarestrup Sogne syd for Aalborg fra 1867, og til sidst sognepræst i Horne Sogn vest for Faaborg på Fyn fra 1873.
H.H. Licht blev gift i 1854 med Annanie Elisa Cathrine Wogelius, født i 1825.
Han blev valgt til Folketinget i Thistedkredsen ved kåring ved folketingsvalget 1861, men stillede ikke op ved andre valg. Politisk var han konservativ.